# 柊三太
柊 三太（ひいらぎ さんた）は、日本の男性声優。主に18歳以上推奨の成人向けドラマCDに出演している。

## 出演作品

### アニメ
- 当て馬キャラのくせして、スパダリ王子に寵愛されています。（2024年、アレク・レイ・ガルシアム[1]）

### ドラマCD
- ヤンエロ～愛するが故に2～(レン)[2]
- おしおきセールスマン忌野狂助 「第二話 厚意と好意と行為」（衆堂道男）[3]
- 辻咲学園生徒会の秘密 secret.04 江刺智治(江刺智治)[4]
- 辻咲学園生徒会の秘密 Disclose+ secret.02 日宮翼希(江刺智治)[5]
- 辻咲学園生徒会の秘密 Disclose+ secret.03 江刺智治(江刺智治)[6]
- 辻咲学園生徒会の秘密 prove my ××× secret.02 江刺智治(江刺智治[7])
- 背徳のヴィーナス ～マルスとの逢瀬～（マルス）[8]
- 彼氏がイチャ××(エロ)を強要して、土曜の夜まったく寝られません！vol.1陽飛(陽飛)[9]
- わるい魔法使いに姫が略奪されてしまいました 第3弾：白雪姫編 [10]
- 恋する編集者シリーズ第三弾「かけ引き。」[11]
- 刀剣様の花嫁狩りと淫らなお手入れ[12]
- 「淫魔」第7弾 一途な誘惑・多情な誘惑[13]
- Omerta Famigliaシリーズ　02 （ゼル・ロッソ）（レーベルあにまるぷらねっと）

### ゲーム
- 君がため、恋し乱れし月の華(平野 重寿)[14]
- Deep One -ディープワン-(斎野 尚哉)
- 流星ワールドアクター(生田 克己)
- 東京24区(我妻 タイガ)
- スロウ・ダメージ(トワ)[15]
- Nu: カーニバル(エンテン)[16]